# Juan de Guzmán y Mendoza
Juan de Guzmán y Mendoza, O.F.M. (Castilla y León, 1572 - Zaragoza, 1 de marzo de 1634) fue un prelado católico español que se desempeñó como arzobispo de Zaragoza (1633-1634), arzobispo de Tarragona (1627-1633) y obispo de Islas Canarias (1622-1627).

## Biografía
Juan de Guzmán y Mendoza nació en 1572 en Castilla y León y fue ordenado sacerdote en la Orden de los Frailes Menores. El 11 de julio de 1622 —durante el papado del Papa Gregorio XV— fue nombrado obispo de las Islas Canarias. El 6 de noviembre de 1622 fue consagrado obispo. 
El 6 de octubre de 1627 —durante el papado del papa Urbano VIII— fue nombrado arzobispo de Tarragona. En Tarragona mantuvo una agria disputa con el cabildo catedralicio, que continuaba la disputa de su predecesor en el cargo, Juan de Hoces. El origen del conflicto estaba en la publicación del jubileo de 1630 y en la impresión del Rituale Seu Ordinarium Tarraconense de 1631. A pesar de la mediación de Francisco de Erill, abad del monasterio de Sant Cugat, y de Enrique de Aragón, virrey del Principado, el problema no se llegó a solucionarse, por lo que Guzmán trató de acercarse al clero menor, para ganar influencia. Cansado de no obtener resultados, solicitó a Felipe II su traslado, lo que consiguió en 1633.
El 6 de junio de 1633 —durante el papado del papa Urbano VIII— fue nombrado arzobispo de Zaragoza. Se desempeñó como arzobispo de Zaragoza unos pocos meses hasta su muerte, el 1 de marzo de 1634.

## Sucesión episcopal
Durante su tenencia de obispo, fue el principal consagrador de:
- Agustín de Hinojosa y Montalvo, obispo de Nicaragua (1630);
- Marcos Ramírez de Prado y Ovando, obispo de Chiapas (1633);
- Juan Cebrián Pedro, obispo de Albarracín (1633); y
- Gonzalo Chacón Velasco y Fajardo, obispo de Calahorra y La Calzada (1633).